# Campione (album)
Campione è il sesto album in studio del cantante pop italiano Riccardo Fogli, pubblicato nel 1981 dalla Paradiso.
Da esso viene estratto il singolo Malinconia, che vince la Vela d'oro, il Telegatto ed il Disco di Platino.

## Tracce
LP (CGD PRD 20265)
Testi di Guido Morra e Riccardo Fogli, musiche di Maurizio Fabrizio.
1. Malinconia – 4:10
2. Bianco e nero – 3:52
3. W. Mexico – 4:05
4. Disperato – 4:33
5. Io no – 3:48
6. Se l'amore sei tu – 3:32
7. Forse una regina – 3:50
8. Un lungo minuto – 4:04

Durata totale: 31:54

## Formazione
- Riccardo Fogli – voce
- Mario Scotti – basso
- Massimo Buzzi – batteria
- Maurizio Fabrizio – chitarra acustica, pianoforte
- Massimo Di Vecchio – tastiera
- Roberto Puleo – chitarra elettrica